# Passe-passe (film, 1988)
Pour les articles homonymes, voir Passe-passe.
Pour plus de détails, voir Fiche technique et Distribution.
Passe-passe (Quicker Than the Eye) est un film austro-helvéto-germanique réalisé par Nicolas Gessner sorti en 1988.

## Synopsis
Un illusionniste de talent, est manipulé à son insu par un groupe de terroristes, qui lui font endosser la responsabilité du meurtre d'un politicien. Seule la directrice de l'hôtel où a eu lieu le crime, est en mesure de donner la preuve de son innocence.

## Fiche technique
- Titre français : Passe-passe
- Titre original : Quicker Than The Eye
- Réalisation : Nicolas Gessner
- Scénario : Nicolas Gessner et John Morhaim d'après le roman Schneller als das Auge de Claude Cueni
- Dialogues additionnels : Brian Strassman
- Musique : Georges Garvarentz
- Photographie : Wolfgang Treu (en)
- Montage : Daniela Roderer
- Production : Peter-Christian Fueter
- Société de production : Condor Films, Crocodile Productions, SRG SSR et ZDF
- Pays de production :  Suisse,  Allemagne de l'Ouest,  Autriche et  France
- Genre : Drame et thriller
- Durée : 94 minutes
- Dates de sortie : 
  - Suisse : septembre 1988
  - France : 13 juin 1990

## Distribution
- Jean Yanne : l'inspecteur Sutter
- Ben Gazzara : Ben
- Mary Crosby : Mary Preston
- Ivan Desny : Schneider
- Catherine Jarrett
- Wolfram Berger
- Dinah Hinz
- Sophie Carle
- Christoph Waltz : Chef de la police
- Hans Leutenegger